# ルーマニアの議会
ルーマニア議会（ルーマニアぎかい、ルーマニア語: Parlamentul României）は、ルーマニアの立法府である。

## 概要
代議院と元老院の両院からなる。首都ブカレストの議事堂宮殿（国民の館）に置かれている。
両院とも比例代表制による選挙が実施され、任期は4年である。解散は議会としてなされるため、両院が同時に解散することになる。通常、各院は別々に会議を開くが、国家予算や戦争状態の宣言などを採決するときには両院合同で会議を開く。また大統領に任命された首相が策定した新政府案に対する信任や政権に対する不信任の採決のほか、両院の議長が合意したときにも両院合同の会議が開かれる。両院の議員を同時に兼ねることは禁止されており、閣僚などの政権の構成員を除いては公職につくことも認められていない。